# River Lady (Lied)

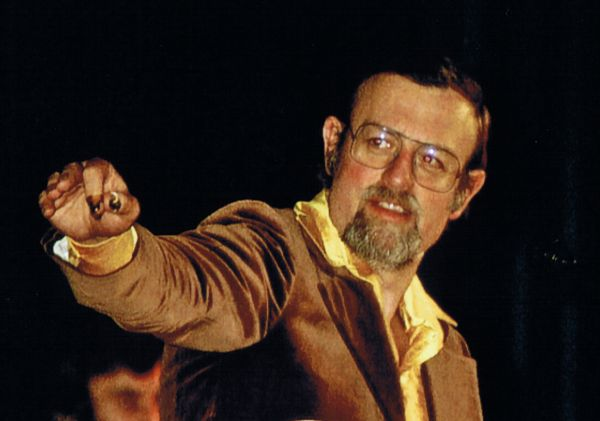
Roger Whittaker 1976

River Lady (A Little Goodbye) ist ein Song des britischen Sängers Roger Whittaker von 1976.

## Songtext
Der Songtext handelt von einem Schiff, das bei Einsetzen schweren Frosts aus dem Wasser geholt und zur Wartung ins Trockendock geholt wird. Der Sänger vermisst das Schiff, insbesondere seine Motorgeräusche und das Horn und gerät darüber in wehmütige Stimmung.
Großen Anteil nimmt der vier Mal wiederholte, elfzeilige Refrain Water turns cold and gets to freezin', before you even know it the old girl's easin' away from her berth ... ein, der rhythmisch im Stil der amerikanischen Country-Musik präsentiert wird.

## Entstehung und Erfolge
Musik und Text stammen von Greg Adams, produziert wurde der Song von Denis Preston. Noch im Entstehungsjahr brachte Whittaker eine deutschsprachige Version unter dem Titel Das alte Schiff mit einem Text von Michael Kunze heraus.
Erfolge hatte der Song vor allem im deutschsprachigen Raum, wo er in den deutschen Charts Platz 4 erreichte, in den österreichischen Platz 16 und in der Schweiz Platz 10.

## Coverversionen
Englische Coverversionen spielten 1976 Stein und The Hiltonaires ein. 1982 folgte eine tschechische Ausgabe von Lenka Chmelová mit dem Titel Prázdný břeh und einem Text von Michal Bukovič.